# Негри, Мария Катерина
Мария Катерина Негри (итал. Maria Caterina Negri, 28 сентября 1704, Болонья — не ранее 1744) — итальянская контральто, сыгравшая множество ролей в операх XVIII века, в том числе многие партии Георга Фридриха Генделя. В основном она изображала персонажей мужского пола в амплуа травести или женщин-воинов, таких как Брадаманта. Негри родилась в Болонье и дебютировала там в возрасте 15 лет. Её последнее известное выступление состоялось в 1744 году. Дата и место её смерти неизвестны. В расцвете её голос был известен своей подвижностью и широким вокальным диапазоном.

## Жизнь и карьера
Негри родилась в Болонье в семье Терезы, урождённой Маранелли, и Антонио Негри. Мало что известно о её юности или обучении, хотя, по словам Франсуа Жозефа Фетиса, она училась у певца-кастрата Антонио Паси в Болонье. Ей едва исполнилось 15 лет, когда она дебютировала в болонском театре Формальяри во время карнавального сезона 1719 года в операх Бонончини «Триумф Камиллы» и «Партенопа» Предьери. Она пела в различных театрах Италии до 1724 года, когда присоединилась к оперной труппе Антонио Денцио, руководившего театром Франца Антона фон Спорка в Праге.
Негри вернулась в Италию в 1727 году, где пела с труппой Вивальди в Театре Сант-Анджело, в Венеции, в течение двух сезонов. По словам биографа Вивальди, Эджидио Поцци, Негри была известна своим вспыльчивым темпераментом как на сцене, так и за её пределами. В предыдущем году в Праге её яростный спор с импресарио театра Спорка закончился тем, что к ней домой приехала полиция, угрожая ей арестом за нарушение контракта. В Венеции Вивальди дал её роль царя-тирана Арсака в «Розилене и Оронте» и воительницы Брадаманты в «Неистовом Роланде», персонаже, которого она повторит в «Альцине» Генделя шесть лет спустя. В течение следующих пяти лет последовали выступления в других итальянских городах, а также выступление во Франкфурте в 1732 году, когда она спела на премьере оперы Джузеппе Марии Нельви «Siface re di Numidia».
С осени 1733 года до лета 1737 года она пела с итальянской оперной труппой Генделя в Лондоне, сначала в Театре Её Величества, а затем в Королевском театре Ковент-Гарден, где в качестве второй донны выступала в многочисленных операх, ораториях и театральных фестах. Затем она вернулась в Италию, где продолжала выступать, а также пела в Лиссабоне в январе 1740 года. Последнее её известное выступление состоялось в Болонье в августе 1744 года в «Gli sponsali di Enea» Лоренцо Джибелли. После этого все её следы исчезли. Дата её смерти неизвестна.
По словам музыковеда Джованни Андреа Секи, один из рисунков Антонио Марии Дзанетти, изображающий певицу en travesti и отмеченный им как «Ла Негри», по всей вероятности, является портретом Марии Негри, а не сопрано Антонии Негри Томии (известной как «Ла Местрина»), как считалось ранее.

## Сыгранные роли
- Эльвира в опере Джузеппе Марии Буини[англ.] «La fede ne' tradimenti» (Театр Академии деи Ремоти, Фаэнца, 26 марта 1723 г.)[5][b]
- Брадаманта в «Неистовом Роланде» Вивальди (Театр Сан-Анджело[англ.], Венеция, ноябрь 1727 г.)[6]
- Арсаче в опере Вивальди «Росилена и Оронта» (Театр Сан-Анджело, Венеция, январь 1728 г.)[7]
- Вират в опере Джузеппе Марии Нельви[англ.] «Сифас ре ди Нумидия» (Франкфурт, январь 1732 г.)[8]
- Карильда в «Арианне на Крите[англ.]» Генделя (Театр Её Величества, Лондон, 26 января 1734 г.)
- Филотета в «Оресте[англ.]» Генделя (Королевский театр Ковент-Гарден, Лондон, 18 декабря 1734 г.)
- Полинессо в «Ариоданте» Генделя (Королевский театр, Лондон, 8 января 1735)
- Брадаманта в «Альцине» Генделя (Королевский театр, Лондон, 16 апреля 1735)
- Ирэн в «Аталанте[англ.]» Генделя (Королевский театр, Лондон, 12 мая 1736)
- Туллион в «Арминио[англ.]» Генделя (Королевский театр, Лондон, 12 января 1737)
- Аманцио в «Джустино[англ.]» Генделя (Королевский театр, Лондон, 16 февраля 1737)

## Сноски
1. ↑  Второе имя Негри иногда пишется как «Catterina» в источниках XVIII века. Иногда её путали с двумя другими неродственными певицами XVIII века, Марией Негри и Антонией Негри Томии, а также с её старшей сестрой Марией Розой Негри[1]
2. ↑  Если не указано иное, все записи в этом разделе относятся к Casaglia (2005)